# Juana Hidalgo
Juana Hidalgo (18 de agosto de 1935) es una actriz argentina de teatro, cine y televisión.

## Primeros años
Hija de inmigrantes españoles –su padre era republicano- Juana Hidalgo fue muy estimulada por sus padres para que estudiara. Creció en Villa Martelli, una localidad de la provincia de Buenos Aires aledaña a Buenos Aires, cursó estudios secundarios, obtuvo el título de perito mercantil e ingresó en la Facultad de Ciencias Económicas. Un día concurrió a ver la obra La Gaviota, en el teatro del Auditorio Kraft, montada por el grupo OLAT, que la impresionó vivamente. “De pronto, vi a seres humanos que caminaban cerca de mí, podía leer sus pensamientos, sentir sus emociones desde la platea. Fue un impacto de esos que te marcan para siempre: la idea de que yo pudiese estar en ese lugar, el escenario, trasmitiéndole al público esas vivencias, me pareció el súmmum” rememoraba en una entrevista muchos años después.
Cuando en 1953 a los 18 años leyó que el grupo Olat comenzaba unos cursos de verano concurrió y fue atendida por Jorge Lavelli que la invitó a ver una clase que le significó “un flechazo total que siguió toda la vida”. Fue así que empezó a estudiar teatro y al año siguiente aceptó un pequeño papel en, justamente, La Gaviota.
Cuando deja el grupo fue a ver a Claudio Da Passano, director del Conservatorio Nacional, pero le dijo que no era el lugar para ella que ya había hecho protagónicos en el teatro independiente. Entonces fue al Instituto de Teatro de la Universidad de Buenos Aires que dirigían Oscar Fessler y Juan Carlos Gené, dio un examen de ingreso y fue aceptada con la condición de no trabajar en teatro durante esos tres años.
Al terminar esos estudios hizo una prueba en la Comedia Nacional y obtuvo un pequeño papel en una obra de D’Annunzio  que protagonizaba Iris Marga. Allí Salvador Santángelo le propuso hacer El reñidero en el Teatro General San Martín. Luego vino The Snack de Ann Jellicoe, en el teatro ABC, también dirigida por Santangelo, con gran éxito, y obtuvo de la Asociación de Críticos Teatrales el premio a la mejor actriz.
Cuando acabaron las representaciones viajó a los Estados Unidos, donde estuvo cinco meses en el Actors Studio y, rehusando una oferta de trabajo, volvió e hizo El baño de los pájaros y luego La próxima vez te lo diré cantando.
Al poco tiempo comienza a trabajar en el canal 7 de televisión, con María Rosa Gallo en Ciclos de Teatro Argentino, Teatro Universal y Grandes Novelas. En el Teatro Nacional Cervantes hizo La dama boba y al año siguiente interpretó Ivonne en el San Martín con Lavelli, un personaje que solo decía tres palabras: su silencio era subversivo.

## Ingreso al elenco estable del Teatro General San Martín
Su incorporación al elenco estable de un teatro estatal como el Teatro General San Martín le dio la oportunidad de trabajar en obras que no se montan en el circuito comercial, como  "La casa de Bernarda Alba", Santa Juana de Bernard Shaw, Peer Gynt con Alfredo Alcón, Escenas de la calle, de Elmer Rice, Krinsky, de Goldenberg, por el que obtuvo el Premio Molière.

## Valoración
De Juana Hidalgo ha dicho Moira Soto que “ es la antidiva por excelencia, pese a haber desarrollado desde muy joven una carrera impecable en sus elecciones –particularmente en el teatro–, que le procuró aplausos, la aprobación de la crítica, premios importantes. De una rectitud proverbial en su conducta profesional, de una nobleza orgánica de la que por supuesto no alardea, Juana Hidalgo es una persona muy querida entre la gente de teatro (y de cine y de TV) que la conoce o la ha tenido de compañera.”

## Placer por la actuación y conducta profesional
Hidalgo remarca su gusto por la actuación cuando señala: “Algo ha de haber en mí, seguro, si no, no entraría con tanto placer en el escenario para que me mire el público” y agrega “En líneas generales, me siento satisfecha y agradecida: el teatro me dio lo que yo quería y creo que yo le di todo lo que pude. Trabajé mucho, fui reconocida, estudié y me mantuve alerta a las nuevas tendencias, pude viajar, conocer escuelas de teatro en Europa y los Estados Unidos.”
Desde alrededor del año 2000 le está haciendo frente a una polineuritis que no ha logrado doblegarla, sobre la que explicó: “Es que al actuar me sobrepongo, no me pongo límites. Por suerte, nunca pasó nada de lamentar. Por otro lado, los médicos me aconsejan que trabaje, comprenden que actuar es mi vida.”

## Filmografía
- Los condenados (2009) .... Luisa
- Olga, Victoria Olga (2006)
- Vísperas (2006)  …  Tita
- Días de mucho, vísperas de nada (2005)
- El caso María Soledad (1993) .... Hermana Martha
- La peste (1992) .... Mr. Castel
- El viaje (1992) .... Amalia Nunca
- Sentimental (Requiem para un amigo) (1981) --- Esther Goldberg
- Saverio el cruel (1977)
- Las sorpresas (1975) .... (Episodio "Cinco años de vida")
- Los chantas (1975) … Magdalena
- La Mary (1974) … Rosita
- Luces de mis zapatos (1973)
- Juan Lamaglia y Sra (1970)
- Psexoanálisis (1968)

## Teatro
1957-59
- La gaviota, de Antón Chejov dir. Alberto Rodríguez Muñoz
- Subterráneo de Virginia Carreño,
- Los de la mesa diez de Osvaldo Dragún dir. Jorge Lavelli.
- En familia de Florencio Sánchez dir. Jorge Lavelli.
- Terror y miseria del Tercer Reich de Bertolt Brecht dir. Yirair Mossian

1963
- Sueño de un atardecer de otoño de Gabriele D'Annunzio dir. Esteban Serrador

1964
- El reñidero de Sergio De Cecco, dir. Salvador Santángelo

1965-66
- The Knack ("lo que hay que tener") de Ann Jellicoe, dir. Salvador Santángelo

1967
- El Baño de los Pájaros, de Leonard Melfi, en el espectáculo iHola!, dir. Augusto Fernandes
- La próxima vez te lo diré cantando de James Saunders, dir. Luis Mo 	~

1968
- La Bicicleta, de Walter Operto dir. Martín Clutet

1971
- La dama boba de Lope de Vega dir. Esteban Serrador

1972
- Ivonne, Princesa de Borgona de Witold Gombrowicz dir. Jorge Lavelli

1973
- Vecinos y parientes de Julio Ardiles Gray, dir. Alfredo Zemma

1974
- Arlequino, servidor de dos patrones de Carlo Goldoni, versión y dir. Villanueva Cosse. 
  - Integrando el elenco estable del Teatro General San Martín

1976
- Los rústicos de Carlo Goldoni, dir. Rodolfo Graziano

1977
- Las troyanas de Eurípides, Versión de Jean Paul Sartre dir. Osvaldo Bonnet
- La casa de Bernarda Alba de Federico García Lorca dir. Alejandra Boero

1978
- Anna Christie de Eugene O'Neill dir. Salvador Santángelo

1979
- Escenas de la calle de Elmer Rice, dir. Alejandra Boero.

1980
- Viejos tiempos de Harold Pinter, dir. Hugo Urquijo.

1981
- EI casamiento de Witold Gombrowicz dir. Laura Yusem

1982/3
- Santa Juana de George Bernard Shaw dir. Alejandra Boero.

1984
- Babilonia de Armando Discépolo, dir. José Bove.
- Primaveras de Aida Bortnik, dir. Beatriz Matar

1985
- Veraneantes, de Máximo Gorki, dir. Laura Yusem

1986
- Krinsky de Jorge Goldenberg, dir. Jaime Kogan

1987
- Tres hermanas, de A. Chejov, dir. Inda Ledesma
- 1988
- Delicado equilibrio de E. Albee, dir. R. Castro
- El partener, de Mauricio Kartun dir. Omar Grasso

1989
- Peer Gynt, de H. Ibsen, dir. Omar Grasso 
  - Como actriz invitada en el Teatro General San Martín

1990
- El caballito soñado unipersonal poético-dramático, con selección de textos, estructura dramática y dirección general de Alfredo Alcón

1994/5
- Los días felices de Samuel Beckett, dir. Alfredo Alcón
- En septiembre el espectáculo se presentó en el Festival de Teatro de Porto Alegre, Brasil

1998  en adelante.
- Ya nadie recuerda a Frederic Chopin de Roberto Cossa, dir. Omar Grasso.
- Así es... si así te parece
- Mi querida
  - Giras

1980
- Primera gira hispanoamericana con el elenco estable del Teatro General San Martín por 9 países, incluyendo la participación en el Octavo Festival Internacional Cervantino ciudad de Guanajuato, México. Con La casa de Bernarda AIba de García Lorca y EI jardín de los cerezos de Antón Chejov.

1982
- Durante todo el mes de noviembre, primera gira a la Unión Soviética con presentaciones en el Teatro Taganka de Moscú, Teatro Máximo y Vilna (Drama Teatro)  de Leningrado, con La casa de Bernarda Alba, de García Lorca y Recital de textos y poemas argentinos.

1990
- Participación en el Festival Internacional de Manizales, Colombia, y en las Jornadas Iberoamericanas de Teatro en Caracas, Venezuela, con EI partener de M. Kartun

1991/2
- Giras por el interior de Argentina, con El caballito soñado con dirección de Alfredo Alcón.

1993
- Por invitación se presentó en el Festival del Sur en Agüimes, Islas Canarias, con  El caballito soñado. A continuación hace por España una gira por tres meses con el auspicio del CELCIT, España (Centro Latinoamericano de Creación e Investigación Teatral).

1996
- Giras a Madrid, Valladolid, León y Orense con Los días felices y El caballito soñado

1997
- Festival de EI Cairo y Festival de Agüimes con Los días felices.

1998
- Gira por la Patagonia (16 funciones) con El caballito soñado.
- Presentación en Villa Martelli, el Iugar de su infancia y adolescencia.
- Con  Los días felices visitó Puerto Esperanza, (Misiones) para inaugurar la sala "Alfredo Alcón" y el escenario "Juana Hidalgo".

## Televisión
- Buenos Aires háblame de amor  (1991) Serie.... Angélica
- Esta noche... miedo (1970) Serie
- El hombre del ovni (1970) .... Marta
- Dos en la ciudad de Osvaldo Dragún
- Teatro Universal programa de Carlos Muñoz.
- Teatro Argentino programa de Carlos Muñoz.
- Las Grandes Novelas dir. Sergio Renán.
- Mujer programa de Juan Carlos Gené.
- Las dos programa de Juan Carlos Gené
- Primera Figura de Ricardo Halac y Osvaldo Dragún
- Espectaculares del mes con libros de María Elena Walsh y Sergio de Cecco y dirección de Maria Herminia Avellaneda y Carlos Muñoz
- Cuatro monjas de Nelly Fernández Tiscornia.
- Situación limite de Nelly Fernández Tiscornia
- EI Teatro San Martfn en televisión: Babilonia de Armando Discépolo.
- Uno entre nosotros de Osvaldo Dragún
- Alta Comedia, dirección Wilfredo Ferrán y María Emilia Avellaneda
- Ruggero de Aída Bortnik, dirección Wilfredo Ferrán
- EJ garante de Sebastián Borenstein
- Mañana es lunes de Carlos Gorostiza
- Cosa Juzgada de Juan Carlos Gené
- La Casa, el Teatro y Usted, dirección de Fernando Heredia
- Soy porteño con libro de Gius.
- La Nena, programa de María Inés Andrés
- La Noche de los Grandes, dirección de David Stivel
- Historias de medio pelo con Iibro de Roberto Cossa y Carlos Somigliana y dirección de Alberto Rinaldi
- Historias de No Se Donde con libro de Gius y dirección de María Inés Andrés.
- Teatro San Martín en Televisión: Santa Juana de George Bernard Shaw con dirección de Jorge Palaz
- Vínculos con dirección de Carlos Berterreix.
- Pasión coproducción francesa-argentina dirigida por María Herminia Avellaneda